# La Vespière
La Vespière és un municipi francès situat al departament de Calvados i a la regió de Normandia. L'any 2007 tenia 943 habitants.

## Demografia

### Població
El 2007 la població de fet de La Vespière era de 943 persones. Hi havia 357 famílies de les quals 88 eren unipersonals (36 homes vivint sols i 52 dones vivint soles), 108 parelles sense fills, 129 parelles amb fills i 32 famílies monoparentals amb fills.
La població ha evolucionat segons el següent gràfic:
Habitants censats

### Habitatges
El 2007 hi havia 423 habitatges, 372 eren l'habitatge principal de la família, 34 eren segones residències i 17 estaven desocupats. 345 eren cases i 75 eren apartaments. Dels 372 habitatges principals, 183 estaven ocupats pels seus propietaris, 183 estaven llogats i ocupats pels llogaters i 6 estaven cedits a títol gratuït; 11 tenien una cambra, 21 en tenien dues, 68 en tenien tres, 114 en tenien quatre i 157 en tenien cinc o més. 287 habitatges disposaven pel capbaix d'una plaça de pàrquing. A 176 habitatges hi havia un automòbil i a 150 n'hi havia dos o més.

### Piràmide de població
La piràmide de població per edats i sexe el 2009 era:
| Homes | Edats   | Dones |
| ----- | ------- | ----- |
| 0     | 95 o +  | 0     |
| 0     | 90 a 94 | 4     |
| 0     | 85 a 89 | 0     |
| 0     | 80 a 84 | 8     |
| 20    | 75 a 79 | 12    |
| 12    | 70 a 74 | 8     |
| 20    | 65 a 69 | 12    |
| 24    | 60 a 64 | 12    |
| 8     | 55 a 59 | 28    |
| 32    | 50 a 54 | 28    |
| 36    | 45 a 49 | 20    |
| 28    | 40 a 44 | 44    |
| 64    | 35 a 39 | 68    |
| 16    | 30 a 34 | 44    |
| 24    | 25 a 29 | 12    |
| 12    | 20 a 24 | 16    |
| 68    | 15 a 19 | 60    |
| 76    | 10 a 14 | 60    |
| 36    | 5 a 9   | 52    |
| 20    | 0 a 4   | 12    |

## Economia
El 2007 la població en edat de treballar era de 647 persones, 440 eren actives i 207 eren inactives. De les 440 persones actives 376 estaven ocupades (216 homes i 160 dones) i 64 estaven aturades (22 homes i 42 dones). De les 207 persones inactives 53 estaven jubilades, 83 estaven estudiant i 71 estaven classificades com a «altres inactius».

### Ingressos
El 2009 a La Vespière hi havia 379 unitats fiscals que integraven 990 persones, la mediana anual d'ingressos fiscals per persona era de 14.982 €.

### Activitats econòmiques
Dels 40 establiments que hi havia el 2007, 1 era d'una empresa de fabricació de material elèctric, 4 d'empreses de fabricació d'altres productes industrials, 7 d'empreses de construcció, 18 d'empreses de comerç i reparació d'automòbils, 2 d'empreses d'hostatgeria i restauració, 2 d'empreses financeres, 1 d'una empresa immobiliària, 4 d'empreses de serveis i 1 d'una empresa classificada com a «altres activitats de serveis».
Dels 11 establiments de servei als particulars que hi havia el 2009, 5 eren tallers de reparació d'automòbils i de material agrícola, 1 paleta, 3 fusteries, 1 lampisteria i 1 perruqueria.
Dels 2 establiments comercials que hi havia el 2009, 1 era un hipermercat i 1 un supermercat.
L'any 2000 a La Vespière hi havia 19 explotacions agrícoles que ocupaven un total de 413 hectàrees.

## Poblacions més properes
El següent diagrama mostra les poblacions més properes.